# Shelton Bar
Pour les articles homonymes, voir Shelton.
Shelton Bar, ou Shelton Iron, Steel & Coal Company, est un ancien complexe sidérurgique à Stoke-on-Trent, en Angleterre. Fondé vers 1830, le site sidérurgique se développe tout au long du XIXe siècle, puis régresse peu après la Seconde Guerre mondiale. La dernière installation significative est le laminoir, qui est définitivement fermé en 2000 par le groupe Corus.

## Histoire

### Fondation et développement sous l'égide des comtes Granville (1839 - 1891)
L'histoire de Sheton Bar commence en 1839, quand Granville Georges Leveson-Gower, 2e comte Granville commence la construction de 3 hauts fourneaux à vent chaud à Shelton (en). En 1841, ceux-ci sont mis à feu, la première fonte étant obtenue en début janvier de cette année. Le site de Shelton est alors sélection par Granville Georges Leveson-Gower, 1er comte Granville, au cœur d'un groupe de puits de mine extrayant un charbon d'excellente qualité : The Grange, les trois Racecourse pits, Rowhurst 1 et 2' Bootham Pit, Tinkersclough et le plus ancien d'entre eux, le Deep Pit, qui descendait jusqu'à 1 500 pieds. Le minerai de fer est extrait sur place, et mélangé avec celui de Froghall (en) pour améliorer sa qualité, puis le minerai est amené des Galles du Sud et du nord de l'Angleterre lorsque l'utilisation du coke remplace celle du charbon brut,. L'essentiel de la fonte brute est alors expédié par chemin de fer sous forme de gueuses vers le South Staffordshire.
Le 10 juillet 1866, la Shelton Iron and Steel Company Ltd. est fondée en tant que Private Limited Company. Les comtes de Granville possèdent 77 parts sur les 250 qui constituent le capital financier de l'entreprise. Leur influence est forte, et ils sont directement responsables des hauts fourneaux. En octobre de cette année, l'entreprise prend la décision de se lancer sur le marché de l'acier. À la fin de l’année, le nom Shelton Bar disparaît officiellement après 15 ans d'existence… mais continue à être universellement employé.
En 1867, la nouvelle usine est construite suivant les standards les plus modernes, assurant la renommée de ses produits sidérurgiques, vendus sous la marque Lilleshall. En 1873, il y a 93 fours à puddler, 7 laminoirs et 8 hauts fourneaux (le plus gros ensemble du North Staffordshire (en)) alimentés par tout un complexe de mines de minerai de fer et de charbon. La stratégie adoptée est fondée sur la production d'acier, qui doit supplanter celle de fer. L'entreprise se lance donc dans le procédé Martin-Siemens et construit quatre fours à sole basique, qui produisent en avril 1988. Ce sont les premiers du North Staffordshire : la Shelton Iron and Steel Company Ltd. réussi là où d'autres ont échoué. À moment de son histoire, l'entreprise emploie 3 000 personnes.

### Le virage vers les produits longs en acier (1891 - 1914)
En 1891, le 2e comte Granville décède. Dégagée de son emprise, l'entreprise réalise une augmentation de capital pour poursuivre la modernisation. En 1892, il reste 28 fours à puddler à Etruria (en) et 59 à Shelton. Seuls deux fours Martin peuvent fonctionner simultanément, produisant 11 coulées de 12 tonnes d'acier, 11 fois par semaine. Mais 4 laminoirs sont opérationnels, et un 5e est en construction. Une voie ferrée irrigue le site.
En 1905, 5 fours Martin sont en service et 3 autres sont en cours de construction dans une deuxième aciérie construite à côté de la première. Trois ans plus tard, cette nouvelle aciérie accueille un quatrième four. Le charbon local n'est plus utilisé au haut fourneau : la cokerie construite en 1906, équipée de 40 fours à coke, cokéfie du charbon amené par chemin de fer depuis Galles du Sud. L'entreprise verrouille alors ses approvisionnements par l'achat de plusieurs charbonnages : Florence, Silverdale et Talke pendant la quinzaine d'années suivantes, et la Holdich Colliery vers 1930.

### Crises (1914 - 1953)
Mais pendant la Première Guerre mondiale, l'entreprise décline et sa situation financière se dégrade fortement. John Summers & Sons, dépourvue de hauts fourneaux, rachète alors les actions et, avec l'approbation des managers de l'usine de Shelton, propose, le 27 mars 1920, le rachat du reste de l'entreprise. En novembre 1920, l'entreprise devient une Private company sous le contrôle de la famille Summers. Mais les 6 hauts fourneaux de Shelton, complètement obsolètes (ils étaient encore chargés à la main!), doivent être reconstruits. Un septième haut fourneau est démarré en mai 1922, capable de produire plus que 3 hauts fourneaux voisins. La même année, le puddlage est définitivement abandonné. Puis les hauts fourneaux 4 et 6 sont reconstruits : en 1926, les 3 hauts fourneaux de l'usine produisent 6 000 tonnes de fonte par semaine. En 1927, 3 charbonnages (dont la Florence Mine qui exploite au-delà de 1 000 yards de fond), 5 hauts fourneaux, 5 fours Martin-Siemens et 5 laminoirs dépendent de l'usine.
En 1929, la Grande Dépression affecte durement l'usine : des suppressions massives d'emplois sont menées mais l'outil industriel est préservé. Pendant la Seconde Guerre mondiale, l'usine contribue à l'effort de guerre britannique. En 1947, plus de 10 000 employés y travaillent.
En 1951, l'usine est nationalisée… et immédiatement privatisée par le gouvernement Tory en 1953. Ses anciens propriétaires reprennent le contrôle de l'usine, mais l'aciérie de Shotton, vieille propriété de la famille Summers, est équipée de hauts fourneaux. L'usine de Shelton perd alors un de ses débouchés naturels. Elle apparaît comme vieillissante, même si elle est encore rentable et maintenue à niveau avec des investissements importants, comme la construction d'une usine d'agglomération.

### Sursaut et innovations (1953 - 1967)
Privé de son débouché vers Shotton, l'avenir de l'usine semble compromis. Mais un ambitieux plan d'investissement est décidé par John Summers & Sons, avec la construction d'une nouvelle aciérie à l'oxygène:
« Pour la première fois, la fermeture a été envisagée.

Quoi qu'il en soit, l'empire Summers pris une décision monumentale consistant à revitaliser la vieille usine en lui donnant une allure moderne. Un investissement colossal — à l'époque — d'une somme de £18,5 millions fut décidé, pour construire l'aciérie la plus moderne, et virtuellement unique, un peu plus au nord, près de Grange.

L'objectif était d'établir une usine intégrée, mais d'une capacité de production relativement faible, de 200 000 t/an. »
— The local history of Stoke-on-Trent, England, 150 years of the Shelton Works
L'aciérie est fondée sur deux innovations technologiques majeures : le procédé Kaldo, avec deux convertisseurs d'une capacité de 55 tonnes chacun, et la coulée continue de blooms (2 coulées sont construites : une de 3 lignes, et une mono-ligne capable couler de gros blooms d'une section atteignant 24 par 17 pouces). Le pari est d'autant plus risqué que, pour la première fois au monde, aucune autre filière alternative n'est envisagée pour produire : les fours Martin et la coulée en lingotière sont condamnés à arrêter dès la mise en service de la nouvelle aciérie. Le chantier, qui démarre en 1961, s'achève avec la première coulée le 27 juin 1964. La quantité de ferrailles enfournées dans les convertisseurs atteint un niveau record de 35 %.

### La fin, au milieu des restructurations de l'industrie sidérurgique (1967 - 2000)
En 1967, l'industrie sidérurgique est nationalisée, et intégrée dans British Steel afin de mener à bien une nécessaire restructuration. La cokerie est arrêtée en 1968, les hauts fourneaux s'alimentant à Shotton. Le laminoir de 18 pouces est de même fermé en juin 1971. La stratégie de British Steel consistant à privilégier les sites côtiers géants, l'usine de Shelton est menacée. Pour autant, elle se lance dans une stratégie d'innovations, forte de ses coulées continues et de son laminoirs, qui sont performants (les Kaldos s'avérant par contre très coûteux). Mais la filière à chaud s'arrête en juin 1978 avec la dernière coulée du haut fourneau 4, entraînant la fermeture de l'aciérie Kaldo. L'un a produit de la fonte pendant 137 ans, l'autre n'a que 14 ans.
Le laminoir construit en 1966 est cependant un des plus modernes du Royaume-Uni, et est réputé pour la qualité de sa production. Il reste alimenté par l'aciérie de Scunthorpe (en) puis par celle de Teesside (en). Il produit alors 400 000 t/ans de profilés.
En 1986, le site de l'aciérie est choisi pour le Stoke-on-Trent Garden Festival (en). La page semble tournée. En effet, la sidérurgie britannique étant assainie, British Steel est privatisée en 1988, puis fusionne en 1999 avec le néerlandais Hoogovens pour former le groupe européen Corus.
Cette fusion annonce cependant une restructuration supplémentaire. Le laminoir est fermé le 27 avril 2000. Quelques années après, à part quelques bâtiments reconvertis à d'autres usages, il ne reste plus rien de la Shelton Bar.